# Kotinos

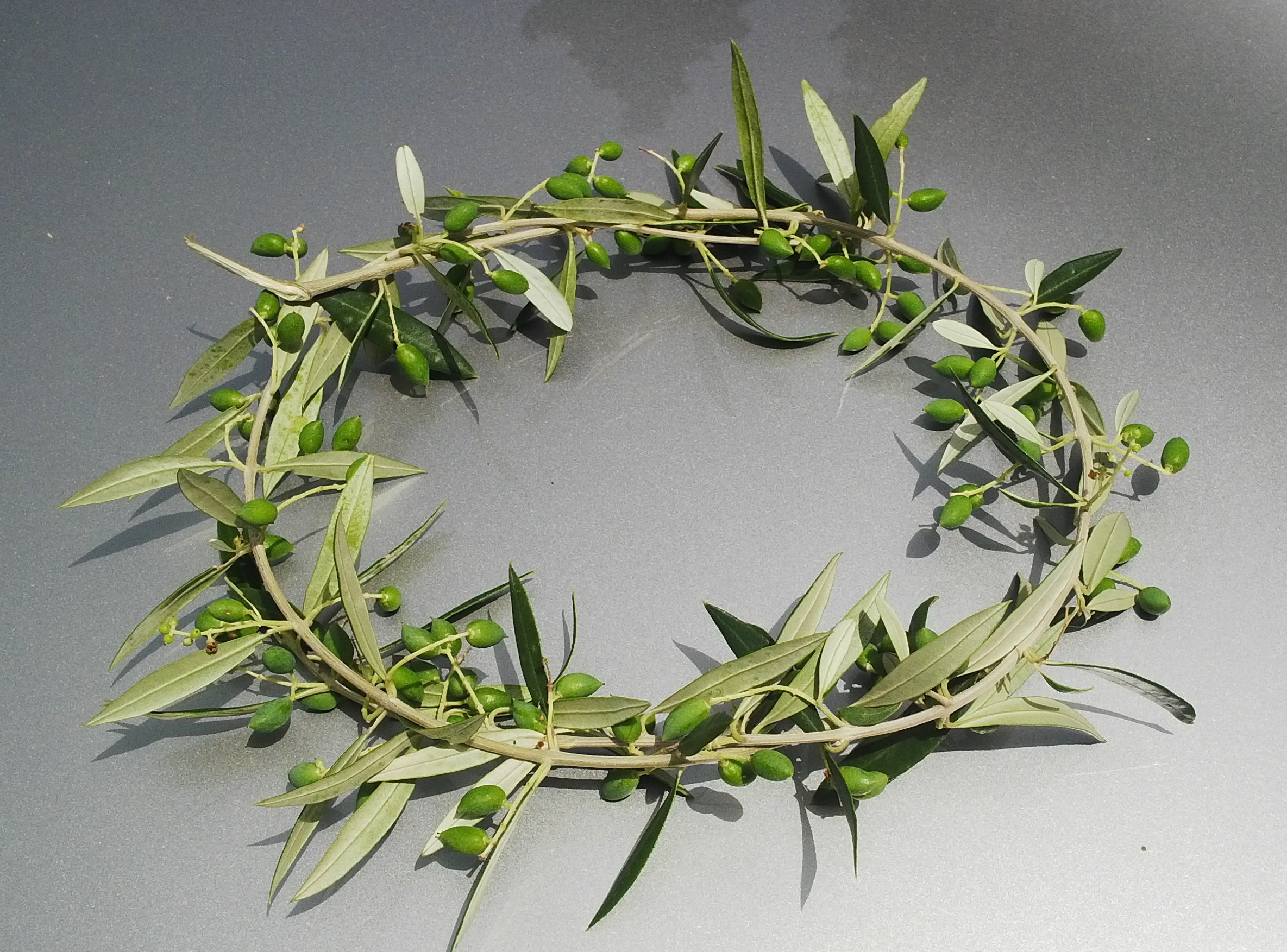
Kotinos

Das Logo der Olympischen Sommerspiele 2004 in Athen zeigt einen Olivenkranz.

Der Kotinos (altgriechisch κότινος) war der Siegespreis der Olympischen Spiele der Antike. Er bestand aus Zweigen des wilden Olivenbaumes, der ebenfalls kotinos genannt wurde.
Der Kotinos ersetzte das Olivenöl als Siegerprämie. Oft wird fälschlicherweise angenommen, den Siegern der Olympischen Spiele sei in der Antike ein Lorbeerkranz überreicht worden. So ehrte beispielsweise der griechische Staatspräsident Konstantinos Stefanopoulos die griechischen Athleten bei ihrer Rückkehr von den Olympischen Sommerspielen 1996 in Atlanta öffentlich mit Lorbeerkränzen. Tatsächlich aber berichten antike Autoren, dass der Preis für die Sieger der Olympischen Spiele aus Olivenzweigen bestand: Aristophanes macht sich in seiner Komödie Der Reichtum darüber lustig, dass der Gott Zeus den Siegern der ihm zu Ehren veranstalteten Spiele nichts Besseres zu bieten habe als einen Olivenkranz. Herodot dagegen berichtet, dass es dem Perser Tigranes höchsten Respekt eingeflößt habe, als er hörte, dass die Griechen nicht wegen der Aussicht auf einen Geldpreis, sondern allein wegen eines Olivenkranzes und des damit verbundenen Ruhmes an den Wettkämpfen teilnahmen. Phlegon von Tralleis berichtet, bei den ersten fünf Olympischen Spielen habe es keinen Siegerkranz gegeben; danach habe man das Orakel von Delphi befragt und zur Antwort bekommen, der Siegerkranz solle aus Zweigen des wilden Olivenbaumes hergestellt werden. Pausanias führt die Tradition des Olivenzweiges als Siegespreis darauf zurück, dass Herakles, der sowohl die Olympischen Spiele gegründet als auch den Olivenbaum in Griechenland eingeführt haben soll, nach einem Wettrennen gegen seine Brüder den Sieger mit Olivenzweigen bekränzt habe.
Die Olympischen Spiele unterschieden sich durch den Kotinos von den anderen Panhellenischen Spielen, die jeweils eine andere Pflanze für die Siegerehrung nutzten: Pinie bei den Isthmischen, Sellerie bei den Nemeischen und Lorbeer bei den Pythischen Spielen.